# Horbky
Horbky, česky také Horbka, ukrajinsky Горбки, maďarsky Rákospatak, jsou část obce Verjacja, v korolevském jednotném územním společenství (hromadě) v okresu Berehovo, v Zakarpatské oblasti na Ukrajině. V roce 2025 zde žilo 615 obyvatel.

## Historie
Do uzavření Trianonské smlouvy byla ves součástí Uherska, poté byla (pod názvem Horbka) součástí Československa. V letech 1926 až 1928 zde byl postaven ženský monastýr Zvěstování Panny Marie. Od roku 1945 do roku 1991 byla obec součástí Ukrajinské sovětské socialistické republiky, která byla jednou ze svazových republik Sovětského svazu. Na počátku 60. let 20. století byl zdejší monastýr zničen; na přelomu 20. a 21. století byl postaven nově.